# Мисс Вселенная 1984
Мисс Вселенная 1984 (англ. Miss Universe 1984) — 33-й ежегодный конкурс красоты, проводился 9 июля 1984 года в James L. Knight Convention Center, Майами, США. За победу на нём соревновалась 81 претендентка. Победительницей стала представительница Швеции — Ивонн Райдинг.

## Закулисье

### Место проведения и дата
13 марта 1984 года было объявлено о выборе города, принимающего конкурс, им стал Калгари, Канада. Проблемы с финансированием возникли уже через несколько дней, когда городской совет не разрешил туристическому бюро выделить средства на проведение мероприятия. Было достигнуто соглашение, согласно которому городские средства могли быть использованы, но должны были быть возвращены. К концу апреля появились признаки того, что конкурс может быть перенесён в Майами, штат Флорида из-за продолжающихся финансовых проблем, но продолжаются переговоры, в надежде, что Калгари сохранит мероприятие. Несмотря на попытки туристического бюро Калгари, 12 мая 1984 года было официально объявлено, что новым местом проведения конкурса станет Майами. Это решение обошлось Калгари в 125 000 долларов, и город столкнулся с потенциальным судебным иском от компании «Miss Universe Inc», которая проводила конкурс.

## Результаты

### Места
| Место               | Участница |
| ------------------- | --- |
| Мисс Вселенная 1984 | - Швеция — Ивонн Райдинг                                                                                                   |
| 1-я Вице-мисс       | - Южно-Африканская Республика — Летиция Снайман                                                                            |
| 2-я Вице-мисс       | - Венесуэла — Кармен Мария Монтьель                                                                                        |
| 3-я Вице-мисс       | - Филиппины — Дезире Вердадеро                                                                                             |
| 4-я Вице-мисс       | - Колумбия — Сусана Калдас Лемайтре                                                                                        |
| Топ-10              | - Таиланд — Савини Пакарананг - Нидерланды — Нэнси Нид - ФРГ — Бриджит Беркс - Гватемала — Ильма Уррутиа - США — Май Шэнли |

### Полуфинальные оценки
| \| Страна \| Средний балл, предварительно \| Интервью \| Купальник \| Вечернее платье \| Полуфинал, средний балл \| \| --------------------------- \| ---------------------------- \| ---------- \| ---------- \| --------------- \| ----------------------- \| \| Швеция \| 8.500 (1) \| 9.090 (4) \| 9.460 (1) \| 9.540 (1) \| 9.363 (1) \| \| Венесуэла \| 8.430 (3) \| 9.140 (2) \| 9.280 (2) \| 9.285 (2) \| 9.235 (2) \| \| Филиппины \| 8.470 (2) \| 9.050 (5) \| 9.140 (3) \| 9.255 (3) \| 9.148 (3) \| \| Колумбия \| 7.935 (10) \| 9.200 (1) \| 8.530 (10) \| 9.220 (4) \| 8.983 (4) \| \| Южно-Африканская Республика \| 8.048 (8) \| 9.100 (3) \| 8.635 (9) \| 9.025 (7) \| 8.920 (5) \| \| Таиланд \| 8.088 (7) \| 8.610 (6) \| 9.130 (5) \| 8.975 (8) \| 8.905 (6) \| \| Нидерланды \| 8.345 (4) \| 8.555 (8) \| 8.950 (6) \| 9.175 (5) \| 8.893 (7) \| \| ФРГ \| 8.136 (5) \| 8.175 (10) \| 9.140 (3) \| 9.027 (6) \| 8.780 (8) \| \| Гватемала \| 7.956 (9) \| 8.590 (7) \| 8.820 (7) \| 8.805 (10) \| 8.738 (9) \| \| США \| 8.093 (6) \| 8.195 (9) \| 8.670 (8) \| 8.855 (9) \| 8.573 (10) \| | Победительница 1-я Вице-мисс 2-я Вице-мисс 3-я Вице-мисс 4-я Вице-мисс Топ-10 Полуфиналистки (#) Ранг в каждом туре конкурса |            |            |                 |                         |
| Страна | Средний балл, предварительно                                                                                                 | Интервью   | Купальник  | Вечернее платье | Полуфинал, средний балл |
| Швеция | 8.500 (1) | 9.090 (4)  | 9.460 (1)  | 9.540 (1)       | 9.363 (1)               |
| Венесуэла | 8.430 (3) | 9.140 (2)  | 9.280 (2)  | 9.285 (2)       | 9.235 (2)               |
| Филиппины | 8.470 (2) | 9.050 (5)  | 9.140 (3)  | 9.255 (3)       | 9.148 (3)               |
| Колумбия | 7.935 (10) | 9.200 (1)  | 8.530 (10) | 9.220 (4)       | 8.983 (4)               |
| Южно-Африканская Республика | 8.048 (8) | 9.100 (3)  | 8.635 (9)  | 9.025 (7)       | 8.920 (5)               |
| Таиланд | 8.088 (7) | 8.610 (6)  | 9.130 (5)  | 8.975 (8)       | 8.905 (6)               |
| Нидерланды | 8.345 (4) | 8.555 (8)  | 8.950 (6)  | 9.175 (5)       | 8.893 (7)               |
| ФРГ | 8.136 (5) | 8.175 (10) | 9.140 (3)  | 9.027 (6)       | 8.780 (8)               |
| Гватемала | 7.956 (9) | 8.590 (7)  | 8.820 (7)  | 8.805 (10)      | 8.738 (9)               |
| США | 8.093 (6) | 8.195 (9)  | 8.670 (8)  | 8.855 (9)       | 8.573 (10)              |

### Специальные награды
| Премия                     | Участница                                                                  |
| -------------------------- | -------------------------------------------------------------------------- |
| Лучший национальный костюм | - Индия — Джухи Чавла - Уругвай — Йисса Пронзатти - Гонконг — Мина Годензи |
| Мисс Конгениальность       | - Гибралтар — Джессика Палао                                               |
| Мисс Фотогеничность        | - Испания — Гарбинье Абасоло                                               |

### Топ
| 1. ФРГ 2. США 3. Таиланд 4. Швеция 5. Голландия 6. Гватемала 7. Филиппины 8. ЮАР 9. Венесуэла 10. Колумбия | 1. Филиппины 2. Швеция 3. ЮАР 4. Венесуэла 5. Колумбия |

## Участницы
| - Аргентина — Лейла Адар - Аруба — Жаклин ван Путтен - Австралия — Донна Рудрум - Австрия — Михаэла Нуссбаумер - Барбадос — Лиза Ворм - Бельгия — Бриджитт Антония Мюйшондт - Белиз — Лиза Патриция Рамирес - Бермуды — Ронда Уилкинсон - Боливия — Лурдес Апонте - Бразилия — Ана Элиза да Круз - Виргинские Острова (Великобритания) — Донна Патриция Фретт - Канада — Синтия Керелюк - Острова Кайман — Тора Энн Крайтон - Чили — Кэрол Банке Муньос - Колумбия — Сусана Калдас Лемайтре - Острова Кука — Маргарет Браун - Коста-Рика — Сильвия Портилья - Кюрасао — Сюзанна Мари Вербрюгге - Кипр — Зса Зса Мелидас - Дания — Катарина Клаузен - Доминиканская Республика — Сумайя Хайнсен - Эквадор — Леонор Гонзенбах - Сальвадор — Ана Лорена Самагоа - Англия — Луиза Грей - Финляндия — Анна Лииса Тилус - Франция — Мартина Робине - Гвиана — Роуз Николь Лони - Гамбия — Мирабель Карайоль - ФРГ — Бриджит Беркс - Гибралтар — Джессика Палао - Греция — Пегги Догани - Гваделупа — Мартина Серемес - Гуам — Элеонора Бенавенте - Гватемала — Ильма Хульета Уррутиа Чанг - Нидерланды — Нэнси Нид - Гондурас — Миртис Элита Хайд - Гонконг — Мина Годензи - Исландия — Берглинд Йоханссон - Индия — Джухи Чавла - Ирландия — Патриция Нолан - Израиль — Сапир Кофман | - Италия — Раффаэлла Баракки - Япония — Маюми Ниияма - Республика Корея — Лим Ми Соок - Ливан — Саусан Эль Саид - Люксембург — Роми Баери - Малайзия — Латифа Абдул Хамид - Мальта — Мариса Саммут - Мартиника — Даниэль Клери - Мексика — Элизабет Броден - Намибия — Петра Харли Питерс - Новая Зеландия — Таня Клэйг - Северные Марианские Острова — Порше Салас - Норвегия — Ингрид Мари Мартенс - Панама — Чилиния Прада Акоста - Папуа — Новая Гвинея — Патриция Мириса - Парагвай — Елена Ортис - Перу — Фиорелла Феррари - Филиппины — Мария Дезире Эресо Вердадеро - Польша — Джоанна Карска - Португалия — Мария де Фатима Жардим - Пуэрто-Рико — Сандра Бошамп - Реюньон — Мари Лизе Жиган - Шотландия — Мэй Монаган - Сингапур — Вайолет Ли Хуэй Мин - Южно-Африканская Республика — Летиция Снайман - Испания — Гарбинье Абасоло - Швеция — Ивонн Райдинг - Швейцария — Сильвия Анна Афольтер - Таиланд — Савини Пакарананг - Тринидад и Тобаго — Джина Мари Тардье - Турция — Гурчин Улькер - Теркс и Кайкос — Дебора Линдси - Уругвай — Йисса Пронзатти - США — Май Шэнли - Виргинские Острова (США) — Патриция Грэм - Венесуэла — Кармен Мария Монтьель - Уэльс — Джейн Энн Райли - Самоа — Лена Слейд - Югославия — Кресиня Бороевич - Заир — Локанге Лвали |

## Примечание

### Отказались
- Багамские Острова — Памела Луис Паркер отказалась от участия после того, как владелец «Мисс Багамские Острова» бойкотировал конкурс из-за того, что к участию была допущена Южная Африка.
- Индонезия
- Ямайка
- Шри-Ланка — Нилмини Иддамаигода, находилась в депрессии и тосковала по дому[5].
- Транскей

### Вернулись
- Барбадос
- Люксембург
- Польша
- Югославия
- Заир

## Примечание
1. ↑  Miss Universe pageant will be held in Calgary. The Globe and Mail. 15 марта 1984. p. P3.
2. ↑  ACROSS CANADA Calgary council curbs funds for beauty show. The Globe and Mail. 20 марта 1984. p. N3.
3. ↑  Miss Universe show may move location. The Globe and Mail. 26 апреля 1984.
4. ↑  Miss Universe deal takes an ugly turn. The Globe and Mail. 12 мая 1984. p. P8.
5. ↑  Jimmy's Pageant Page — Miss Universe 1984 information Архивная копия от 10 апреля 2015 на Wayback Machine (accessed 2006-09-05)